# Aditivo para extrema pressão
Aditivos para extrema pressão, citados na literatura inglesa como EP additives (de extreme pressure additives), são aditivos para lubrificantes cujo papel é diminuir o desgaste das peças de engrenagens e outros componentes de máquinas expostas a pressões muito elevadas. Eles são adicionados também a fluidos de corte de metais em usinagem.